# Melanotus indistinctus
Melanotus indistinctus là một loài bọ cánh cứng trong họ Elateridae. Loài này được Quate & Quate miêu tả khoa học năm 1967.